# Pont Panteleïmon

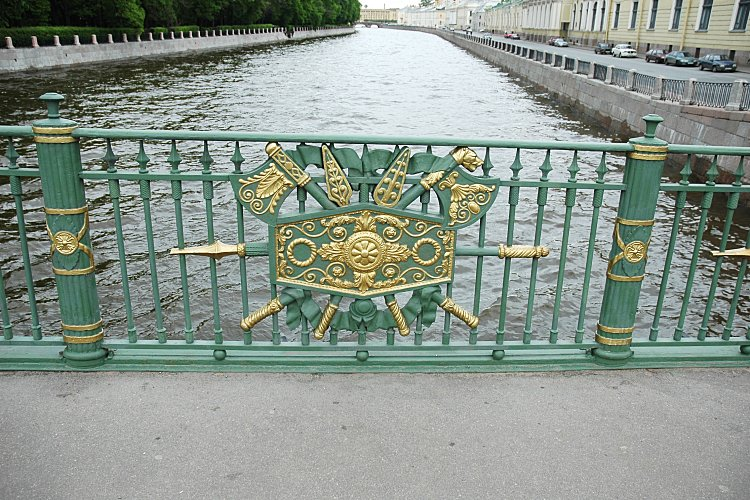
Détail de la rampe.

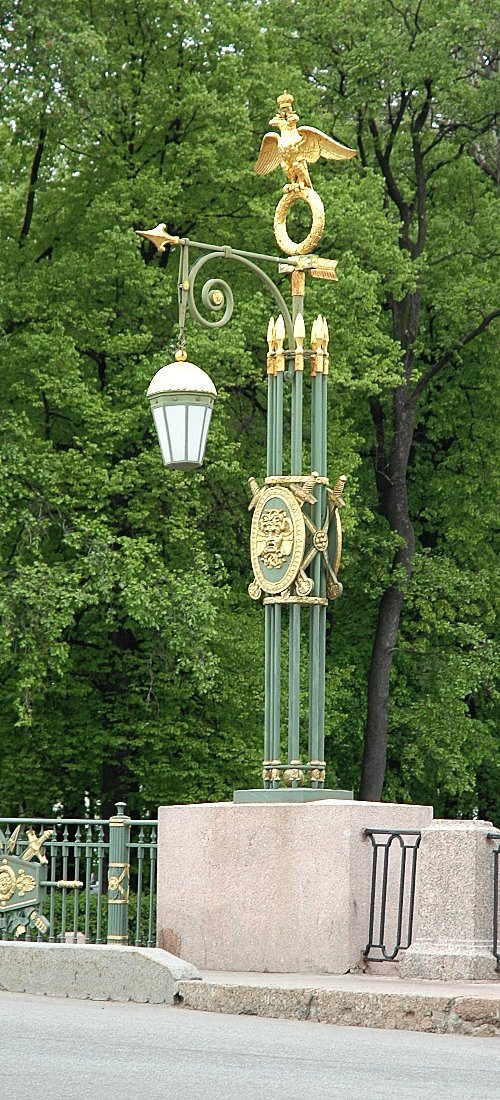
Décors de lampadaire.

Le Pont Panteleïmon (russe : Пантелеймо́новский мост) est un pont situé sur la rivière Fontanka à Saint-Pétersbourg, en Russie. Le pont a été érigé en 1823, et nommé d'après la rue Panteleïmon (actuelle rue Pestel), qui elle-même tirait son nom de l'église voisine de Saint-Panteleimon (Pantaléon).
De 1915 jusqu'en 1923, il était connu comme pont Gangutskiy. En 1923, il a été renommé en pont Pestel, d'après le décembriste Pavel Pestel. C'est en 1991 que son nom d'origine est rétabli.
Le pont est situé à la confluence de la rivière Moïka et de la rivière Fontanka. Il fait 43 mètres de long et 23,7 mètres de large.

## L'histoire
Un pont en bois se trouvait à cet emplacement dès 1725. En 1748, un pont de style baroque a été construit à sa place par Rastrelli. Cette dernière structure a été endommagée dans l'inondation de 1777 et a été démolie.
En 1823, un étroit pont suspendu (le pont des Chaînes) a été construit par Wilhelm von Traitteur et Khristianovitch. Au début du xxe siècle, il a été élargi et transformé en pont en arc. 